# Aura (satelita)

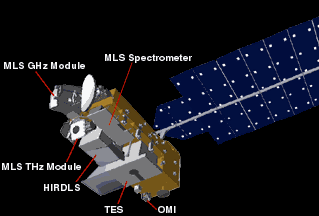
Przyrządy Aury

Aura (EOS CH-1) – wielonarodowy satelita badawczy NASA znajdujący się na niskiej orbicie okołoziemskiej, badający warstwę ozonową Ziemi, jakość powietrza i klimat. Jest to trzeci, główny element Systemu Obserwacji Ziemi (ang. Earth Observing System - EOS); pierwszym elementem był Terra, zainicjowany w roku 1999, a drugi to Aqua (wyniesiony na orbitę w 2002 roku).
„Aura” po łacinie oznacza powietrze. Satelita został wystrzelony na orbitę z bazy sił powietrznych Vanderberg 15 lipca 2004 roku, na pokładzie rakiety Delta II 7920-10L.
Masa satelity to ok. 1765 kg, długość wynosi 6,9 m (ponadto Aura jest wyposażona w panel słoneczny o długości 15 m).
Aura porusza się po orbicie heliosynchronicznej, tworząc wraz z sześcioma innymi satelitami formację zwaną A-Train. Pozostałe satelity z formacji to:
- Aqua
- CALIPSO
- CloudSat
- GCOM-W1
- OCO-2
- PARASOL

Każdy z satelitów przelatuje nad równikiem ok. godziny 13:30, stąd nazwa 'A (Afternoon) Train', oznaczająca „popołudniowy pociąg”.

## Instrumenty
Aura wyposażona jest w następujące przyrządy badawcze:
- HIRDLS — High Resolution Dynamics Limb Sounder – mierzy natężenie promieniowania podczerwonego z ozonu, pary wodnej, CFC, związków metanu i azotu. Opracowany wspólnie z brytyjską Radą ds. Środowiska Naturalnego. Wyłączenie urządzenia nastąpiło 17 marca 2008 r.
- MLS — Microwave Limb Sounder – mierzy emisje z ozonu, chloru i innych gazów śladowych oraz wyjaśnia rolę pary wodnej w globalnym ociepleniu.
- OMI — Ozone Monitoring Instrument – wykorzystuje promieniowanie ultrafioletowe i widzialne do tworzenia codziennych map o wysokiej rozdzielczości. Opracowany przez Fiński Instytut Meteorologiczny i Niderlandzką Agencję ds. Programów Przestrzeni Powietrznej.
- TES — Tropospheric Emission Spectrometer – bada ozon w troposferze w podczerwieni, ponadto dokonuje pomiarów tlenku węgla, metanu i tlenków azotu.